# Ann Bradshaw (natation)
Pour les articles homonymes, voir Ann Bradshaw et Bradshaw.
Ann Bradshaw (née le 25 mars 1957), est une nageuse britannique.
Elle participe à trois compétitions lors des Jeux olympiques d'été de 1976 à Montréal (Canada). Elle participe à la compétition de 200 m nage libre en équipe avec Susan Edmondson (en) et Susan Barnard (en).